# 天园增六
天園增六（時鐘座α），又名CD-42 1425，HD 26967、SAO 216710、HR 1326，是時鐘座的一颗黃巨星，视星等为3.86，位于銀經246.88，銀緯-46.41，其B1900.0坐标为赤經4h 10m 41.2s，赤緯-42° -46.41′ 27″。